# كارين ساساهارا
كارين هيديكو ساساهارا سياسية أمريكية وعضوة في السلك الدبلوماسي الأمريكي، عملت كقنصل عام إلى أن تم افتتاح السفارة في الأمريكية القدس. بصفتها قنصلًا عامًا، كانت مسؤولة وزارة الخارجية الأمريكية مع السلطة الفلسطينية .  كانت مهمتها التالية هي القائم بالأعمال بالنيابة في السفارة الأمريكية في عمان منذ آذار / مارس 2019.

## حياتها ودراستها
ولدت في كامبريدج ، ماساتشوستس وهي ابنه للدكتور والسيدة. آرثر أ. ساساهارا  ونشأت في منطقة بوسطن. حصلت على درجة الماجستير في دراسات الشرق الأدنى من جامعة جورج واشنطن، ودرجة البكالوريوس في العلاقات الدولية من جامعة ويسكونسن - ميلووكي .  وهي متزوجة من زميلها الدبلوماسي مايكل راتني .